# Madrid (region)
Madridregionen er en autonom region og en provins i Spanien. Den var tidligere en del af Castilla la Nueva – «Ny Castillien» – men med oprettelsen af nutidens opdeling, med autonome regioner i Spanien i konstitutionen af 1978, blev Castilla la Nueva delt i Madridregionen og Castilien-La Mancha. 